# Osteobrama
Az Osteobrama  a csontos halak (Osteichthyes) főosztályának sugarasúszójú halak (Actinopterygii)  osztályába, a pontyalakúak (Cypriniformes) rendjébe, a pontyfélék (Cyprinidae) családjába, és az Cyprininae alcsaládjába tartozó nem.

## Rendszerezés
A nemhez az alábbi 8 faj tartozik.
- Osteobrama alfredianus
- Osteobrama bakeri
- Osteobrama belangeri
- Osteobrama bhimensis
- Osteobrama cotio
- Osteobrama feae
- Osteobrama neilli
- Osteobrama vigorsii